# Chuyến bay 739 của Flying Tiger Line
Chuyến bay 739 của Flying Tiger Line là một chuyến bay bằng máy bay phản lực Lockheed L-1049 Super Constellation do quân đội Hoa Kỳ thuê, đã biến mất vào ngày 16 tháng 3 năm 1962 trên vùng biển Tây Thái Bình Dương. Máy bay chở 93 binh sĩ Hoa Kỳ và ba người Việt Nam từ Căn cứ Không quân Travis, California đến Sài Gòn, Việt Nam. Sau khi tiếp nhiên liệu tại Căn cứ Không quân Andersen, Guam, Super Constellation đang trên đường đến Căn cứ Không quân Clark ở Philippines thì nó biến mất.  Tất cả 107 người trên tàu được tuyên bố là mất tích và được cho là đã chết.
Vụ mất tích của chiếc máy bay đã thúc đẩy một trong những cuộc tìm kiếm trên không và trên biển lớn nhất trong lịch sử ở Thái Bình Dương. Máy bay và tàu bề mặt từ bốn nhánh của quân đội Mỹ đã tìm kiếm hơn 200.000 dặm vuông (520.000 km2) trong quá trình tám ngày. Một tàu chở dầu dân sự đã quan sát thấy thứ dường như là một vụ nổ trên chuyến bay được cho là của Constellation mất tích, mặc dù không có dấu vết của mảnh vỡ hoặc mảnh vỡ nào được tìm thấy.  

## Chuyến bay
Chiếc máy bay mất tích là một chiếc Lockheed L-1049H Super Constellation 5 năm tuổi với thời gian bay tích lũy là 17.224 giờ. Nó chở 11 thành viên phi hành đoàn dân sự Mỹ và 96 hành khách quân sự. Chuyến bay được vận hành bởi Flying Tiger Line với số hiệu chuyến bay thuê chuyến số 739 Military Air Transport Service (MATS).
Chiếc Super Constellation chở 93 chuyên gia thông tin liên lạc lục quân được Ranger huấn luyện trên đường đến Nam Việt Nam. Lệnh của họ là giải tỏa binh lính ở Sài Gòn, những người đã huấn luyện quân đội Việt Nam để đánh du kích quân giải phóng Miền Nam. Trên tàu bay còn có ba thành viên của quân đội Việt Nam. Phi hành đoàn bao gồm mười một dân thường sống ở California, trong đó có bảy người đàn ông. Phi công là đại úy Gregory P. Thomas.
Chuyến bay xuất phát từ Căn cứ Không quân Travis, California, và đến Sài Gòn. Có bốn điểm dừng tiếp nhiên liệu đã được lên kế hoạch: Honolulu, Hawaii; đảo Wake; Đảo Guam; và Căn cứ Không quân Clark, Philippines. Chuyến bay đến Guam lúc 11:14 GMT sau khi bị trì hoãn để bảo dưỡng nhỏ ở động cơ số 1 và 3 tại Honolulu, và sau đó tại Đảo Wake. Máy bay khởi hành từ Guam lúc 12:57 GMT với thời gian dự kiến đến Philippines lúc 19:16 GMT. Chiếc Super Constellation mang theo lượng nhiên liệu đủ cho chín giờ cho chuyến bay kéo dài tám giờ với quãng đường 1600 km}.
Tám mươi phút sau khi khởi hành, lúc 14:22 GMT, phi công phát thanh một tin nhắn thường lệ và cho biết vị trí của anh ta là 280 dặm (450 km) về phía tây Guam tại tọa độ (13°40′B 140°0′Đ / 13,667°B 140°Đ). The aircraft was expected to reach 14°0′B 135°0′Đ / 14°B 135°Đ hồi 15:30. 
Vào thời điểm đó, Guam IFSS đã gặp phải những khó khăn liên lạc tạm thời với độ tĩnh vô tuyến nặng. Lúc 15:39, nhân viên điều hành đài Guam đã cố gắng liên lạc với chuyến bay để báo cáo vị trí nhưng không thể thiết lập liên lạc. Máy bay không được nhìn thấy hoặc nghe thấy từ một lần nữa.